# Calamagrostis avenoides
Calamagrostis avenoides là một loài thực vật có hoa trong họ Hòa thảo. Loài này được (Hook.f.) Cockayne mô tả khoa học đầu tiên năm 1908.